# 1002 Olbersia
1002 Olbersia este un asteroid din centura principală, descoperit pe 15 august 1923, de Vladimir Albițki.